# Bayanoboïta-(Y)
La bayanoboïta-(Y) és un mineral de la classe dels carbonats. Rep el nom del dipòsit de Bayan Obo, a la República Popular de la Xina, la seva localitat tipus.

## Característiques
La bayanoboïta-(Y) és un carbonat de fórmula química Ba₂Y(CO₃)₂F₃. Va ser aprovada com a espècie vàlida per l'Associació Mineralògica Internacional en el mes de desembre de l'any 2023, i encara resta pendent de publicació. Cristal·litza en el sistema ortoròmbic.
Les mostres que van servir per a determinar l'espècie, el que es coneix com a material tipus, es troben conservades a la col·lecció mineralògica del Museu Geològic de la Xina, a Beijing (República Popular de la Xina), amb el número de catàleg: GMCTM2023008, i a les col·leccions del laboratori d'estructura cristal·lina de l'institut de recerca científica de la Universitat de Geociències de la Xina, també a Beijing, amb el número de catàleg: BYEB-2.

## Formació i jaciments
Va ser descoberta al dipòsit de Bayan Obo, situat a la localitat de Baotou (Mongòlia Interior, República Popular de la Xina), sent aquest indret l'únic a tot el planeta on ha estat descrita aquesta espècie mineral.